# مجلس كتالونيا العام
مجلس كتالونيا العام أو الخنيراليتات الكتالونية (الكاتالونية: Generalitat de Catalunya) هي الهيئة التي تنظم السياسة في كتالونيا. وتتألف تلك الهيئة من برلمان كاتالونيا، ورئيس حكومة كتالونيا ومجلس كتالونيا التنفيذي أو حكومة كتالونيا.
تولت الحكومة مسؤولية ميزانية سنوية بلغت 24 مليار يورو في عام 2006، وارتفعت إلى 33 مليار يورو في عام 2010.
أقر برلمان كتالونيا الاستقلال من جانب واحد عن إسبانيا في 27 أكتوبر 2017 وأعلن عن قيام الجمهورية الكتالانية. رد رئيس الوزراء الإسباني ماريانو راخوي بحل البرلمان والدعوة إلى انتخابات إقليمية مبكرة في 21 ديسمبر 2017. فشل إعلان الاستقلال في تحقيق الاستقلال الفعلي للإقليم بعد إجراءات حكومة ومدريد ولجوء رئيس الحكومة كارلس بوتشدمون إلى بلجيكا.

## التاريخ

### أصول القرون الوسطى

شعار كتالونيا القديمة.

نبعت حكومة كتالونيا (جينراليتات) من مؤسسة القرون الوسطى التي حكمت المنطقة باسم ملك تاج أراغون عبر فرض تنفيذ الجوانب الإدارية في إمارة كتالونيا. وكان أول دستور كتالاني في 1283.
ظهرت جهة مؤسسية أخرى باسم مندوبية الشأن العام الكتالاني ظهرت في أواخر القرون الوسطى والتي شعر مشرعين 1931 في إسبانيا أنها ستكون مناسبة لتكون نواة نظام الحكم الذاتي في الدولة.
يمكن تقسيم تاريخ كتالونيا السياسي كإقليم ومجتمع مختلف بممثليه ومؤسسات حكمه الذاتي ضمن إطار سيادة كبرى بصورة تاج أراغون (1283-1516) والملكيات القشتالية (1516-1808) والدولة الإسبانية الوطنية الدستورية (منذ 1812) إلى أربعة مراحل، يتخللها ثلاثات تصدعات كبيرة في النظام القانوني والدستوري العام.

### السقوط الأول
سقطت المؤسسات الحكومية الكتالانية التي اعتمدت على الجينراليتات فيما يعرف الآن بمنطقة شمال كتالونيا وذلك بعد عام واحد من توقيع صلح البرانس في القرن السابع عشر، والتي نقلت ملكية الجزء الشمالي من الإقليم من إسبانيا إلى فرنسا.
بعدها، وفي القرن الثامن عشر ومع صدور مراسيم نويفا بلانتا، ألغيت الحكومة الكتالانية على الأراضي الإسبانية أيضاً.

### الاستعادة الأولى

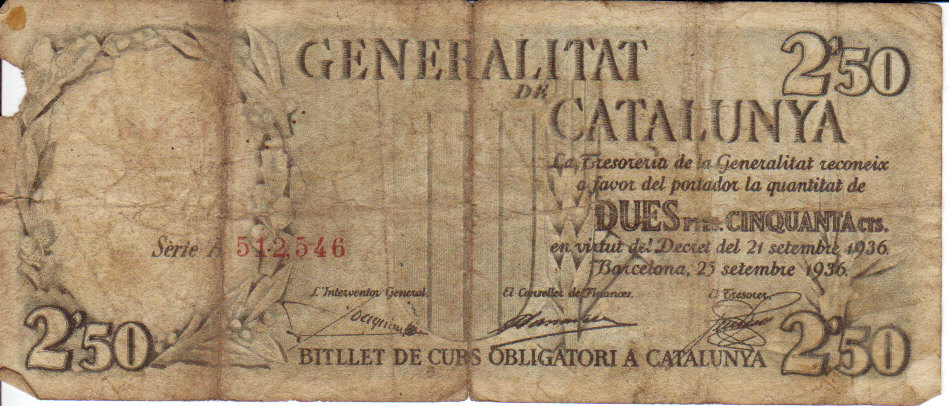
ورقة مالية صادر من الحكومة الكتالانية في 1936

أستعيدت الحكومة الكتالانية في الجزء الجنوبي من كتالونيا وأعطت مهامها السياسية والتمثيلية الحديثة بصفتها الحكومة الإقليمية في منطقة كتالونيا وذلك في عام 1932 أثناء الجمهورية الإسبانية الثانية.
بعد الائتلاف اليميني فاز في الانتخابات الاسبانية في عام 1934 ، الزعماء اليساريين في كتالونيا ثاروا ضد السلطات الإسبانية، كان مؤقتا من عام 1934 إلى عام 1936.

### السقوط الثاني
مع نهاية الحرب الأهلية الإسبانية بهزيمة الجمهوريين في 1939، سقطت الحكومة الكتالانية وتم حل مؤسساتها وبقيت كذلك طوال فترة حكم فرانثيسكو فراكو الديكتاتورية لإسبانيا حتى عام 1975. تعرض لويس كومبانيز رئيس الحكومة في ذلك الوقت للاعتقال والتعذيب قبل أن يعدم في أكتوبر 1940 بتهمة "التمرد العسكري.

### الاستعادة الثانية
استمر نظام رئاسة رمزي للإقليم في المنفى في الفترة من 1939 وحتى 1977 عندما عاد جوسيب تاراديلاس إلى كتالونيا واعترفت الحكومة الإسبانية به بصفته الرئيس الشرعي للإقليم. كانت عودة تاراديلاس إلى الحكم علامة على استعادة أحد أقدم القوميات في إسبانيا الحديثة لسلطاتها وحكمها الذاتي.
منح دستور إسبانيا في العام 1978 السلطات للحكومة الحكم الذاتي الكتالانية وصدر نظام الحكم الذاتي في كتالونيا بعد موافقة البرلمان الإسباني عليه وطرحه لاستفتاء شعبي في كتالونيا.

## نظام الحكم الذاتي للحكومة
تتكون حكومة الحكم الذاتي من مجلس كتالونيا التنفيذي والرئيس والبرلمان. مصطلح جينراليتات هو مصطلح ذو معنى واسع يقصد به نظام الحكم السياسي الشامل في كتالونيا بما فيها البلديات الفرعية والمحاكم وليس فقط الأجهزة التنفيذية للحكومة.
تحقق المنطقة إنجازات تدريجية للحكم الذاتي منذ 1979. فكتالونيا تعد ثالث مقاطعة بعد نافار والباسك في مستوى وقوة الحكم الذاتي. لدى الجينراليتات سلطات وصلاحيات واسعة وحصرية في أمور مختلفة مثل الثقافة والبيئة والاتصالات والنقل والتجارة والسلامة العامة والحكومات المحلية. بينما تشارك صلاحياتها مع الحكومة المركزية في مدريد في التعليم والصحة والعدالة.
تعد شركة كتالونيا أحد أهم الأمثلة لمستوى الحكم الذاتي في الإقليم، والتي تتولى أغلب مهام الشرطة والأمن والتي كان يقوم بها الحرس المدني وهيئة الشرطة الوطنية الإسبانية في الماضي.
معظم مهام نظام العدالة والقضاء تدار بواسطة الجهات القضائية المركزية، حيث لإسبانيا نظام قانوني موحد في جميع أنحاء الدولة الإسبانية باستثناء بعد الأجزاء التي تمس الحقوق المدنية مثل الأسرة والميراث والعقارات. ولدى الحكومة الكتالانية قانون كامل مخصص لتلك الحقوق المدنية التي لديها سلطة مباشرة عليها بدأت في تطبيقه منذ 2003.
يشمل نظام الحكم الذاتي الكتالاني أيضاً هيئة مستقلة عن الجينراليتات الحكومية تعمل كديوان مظالم تعرف باسم Síndic de Greuges، وتختص بالنظر في المشاكر التي قد تنشأ بين المواطنين والمنظمات من جهة وبين الحكومة والبلديات المحلية من جهة أخرى.

## التواجد الدولي
لا يعترف بكتالونيا كدولة ذات سيادة، ولكن مكن اكتساب الحكومة الكتالانية لسلطات حكم ذاتي واسعة في السنوات الأخيرة من إقامة ما يشبه بالعلاقات الثنائية مع جهات أجنبية متعددة. أغلب هذه العلاقات تكون مع حكومات حكم ذاتي أخرى مثل تلك التي في كيبك الكندية أو ولاية كاليفورنيا الأمريكية. وكما هو الحال مع معظم حكومات الحكم الذاتي الإسبانية، فإن لكتالونيا بعثات دائمة لدى منظمات دولية مختلفة مثل الاتحاد الأوروبي.
لدى كتالونيا أكثر من 40 مكتب تمثيل دولي حول العالم. تقع أغلب هذه المكاتب داخل مدن عالمية كبيرة كلندن ونيويورك ولوس أنجلوس وباريس وطوكيو. تختلف مهام كل مكتب من هذه المكاتب بحسب الجهة التي يتبع لها في كتالونيا، ولكن يتمحور أغلبها حول التجارة والاستثمارات الأجنبية والترويج للسياحة والثقافة الكتالانية وتعليم اللغة.
لا تمتد سلطة الحكومة الكتالانية داخل إقليم البرانيس الشرقية الفرنسي (الجزء الشمالي من الإقليم) ولا يوجد بهذا الإقليم أي مؤسسات حكومية كتالانية. ولكن هناك مكتب ثقافي في بيربينيا يهدف للترويج والتبادل الثقافي بين كل جوانب الحدود الفرنسية-الإسبانية.
هذه لائحة للوفود الحالية للحكومة الكتالانية بالخارج:
- فيينا، النمسا
- بروكسل، بلجيكا
- باريس، فرنسا
- برلين، ألمانيا
- روما، إيطاليا
- لشبونة، البرتغال
- لندن، المملكة المتحدة
- واشنطن دي سي، الولايات المتحدة